# Tarente (provincie)
De provincie Tarente (in het Italiaans Taranto [tà-ran-to]) is gelegen in de Zuid-Italiaanse regio Apulië. Ze grenst in het noorden aan de provincie Bari, in het oosten aan de provincies Brindisi en Lecce en in het westen aan de tot Basilicata toebehorende provincie Matera.
De provincie is gelegen aan de Golf van Tarente. De hoofdstad Tarente (Taranto) is een belangrijke haven- en industriestad. Na de Ligurische stad La Spezia is het de grootste vlootbasis in Italië. De stad is van Griekse oorsprong. In 708 v.Chr. werd ze als de Spartaanse kolonie Taras gesticht. De Romeinen noemden de stad Tarentum. Het hedendaagse Tarente is te verdelen in twee delen; de oude Città Vecchia en de nieuwe Città Nuova. De oude stad ligt op een eiland tussen de Mare Grande en Mare Piccolo. Hier staan de meeste monumenten van de stad, zoals de Dom, het kasteel en de resten van een dorische tempel. In de nieuwe stad is het belangrijke archeologische museum te vinden.
In het westen van de provincie liggen de gravine. In deze kloven liggen Massafra, Laterza en Castellaneta waar ook veel grotwoningen te vinden zijn. Het gebied loopt door tot Matera in de regio Basilicata en Gravina di Puglia in de provincie Bari. Martina Franca, de tweede stad van de provincie, bevindt zich ten noorden van de hoofdstad. Deze ligt in het Valle d'Itria, bekend vanwege de bijzondere Trulli, stenen ronde woningen met een kegelvormig dak. Martina Franca wordt omgeven door een stadsmuur met 24 torens. Het historische centrum is rijk aan rococo- en barokgebouwen.
Langs de kust zijn afwisselend zand, rots of kiezelstranden te vinden. De stranden ten zuiden van het historische stadje Manduria worden het meest bezocht.
De streektaal Tarentino wordt in de stad Tarente en in de omliggende provincie gesproken.

## Foto's

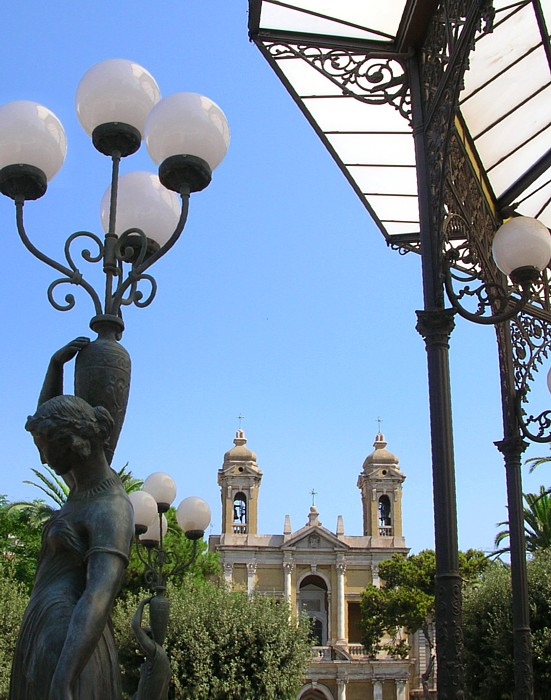
Città Nuova

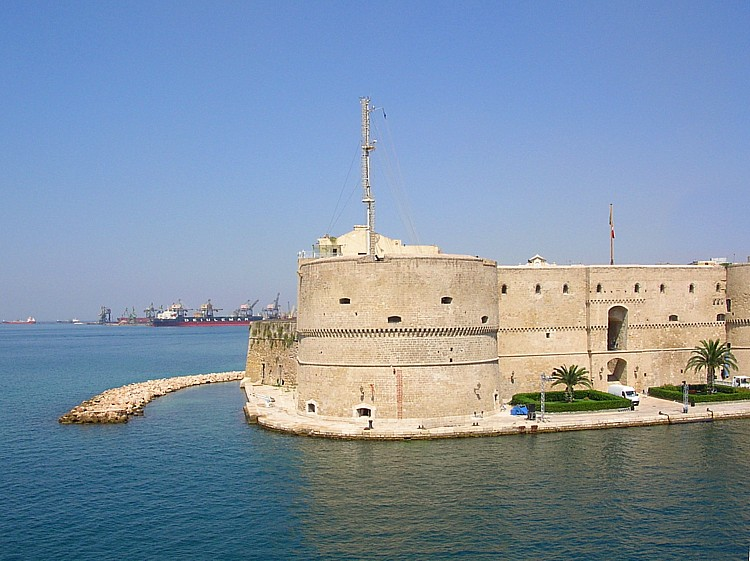
Tarente: kasteel

## Belangrijke plaatsen
- Tarente (211.660 inw.)
- Martina Franca (47.023 inw.)
- Grottaglie (31.208 inw.)
- Manduria (30.864 inw.)